# Morti nel 1990/Agosto
| Questa pagina contiene informazioni ricavate automaticamente dalle voci biografiche con l'ausilio del template Bio e di un bot. L'aggiornamento è periodico e automatico e ricostruisce completamente la pagina. Se manca una persona in questa lista, sei pregato di non aggiungerla, ma accertati piuttosto che la sua voce biografica contenga il template Bio e che i dati anagrafici siano correttamente compilati. Se il template Bio manca, inseriscilo tu stesso o, in alternativa, metti l'avviso {{tmp\|Bio}} che ne segnala la mancanza. Se i dati riportati sono sbagliati, correggi direttamente la voce biografica; le modifiche saranno visibili in questa lista entro pochi giorni. Per chiarimenti vedi il progetto biografie. La lista contiene solo le 110 persone che sono citate nell'enciclopedia e per le quali è stato implementato correttamente il template Bio. Pagina aggiornata al 3 mar 2024. |

- 1º agosto - Alberto Beneduce, mafioso italiano (n. 1950)
- 1º agosto - Norbert Elias, sociologo tedesco (n. 1897)
- 1º agosto - Graham Frederick Young, serial killer britannico (n. 1947)
- 2 agosto - Fahad Al-Ahmed Al-Jaber Al-Sabah, dirigente sportivo kuwaitiano (n. 1945)
- 2 agosto - Adonias Filho, giornalista, critico letterario e saggista brasiliano (n. 1915)
- 2 agosto - Al Guokas, cestista statunitense (n. 1925)
- 2 agosto - Vito Natale Labate, calciatore italiano (n. 1909)
- 2 agosto - Norman Maclean, scrittore statunitense (n. 1902)
- 3 agosto - Nella Maria Bonora, attrice e doppiatrice italiana (n. 1904)
- 3 agosto - Angelo Facchin, politico italiano (n. 1904)
- 3 agosto - Luigi Petrungaro, attore italiano (n. 1904)
- 3 agosto - Mariano Trigo, pallanuotista spagnolo (n. 1900)
- 3 agosto - Paul Watkins, musicista statunitense (n. 1950)
- 4 agosto - Ian Allison, cestista canadese (n. 1909)
- 4 agosto - Jean Château, psicologo francese (n. 1908)
- 4 agosto - Norman Malcolm, filosofo statunitense (n. 1911)
- 4 agosto - Ettore Maserati, ingegnere e imprenditore italiano (n. 1894)
- 4 agosto - Pierre Nguyễn Huy Mai, vescovo cattolico vietnamita (n. 1913)
- 5 agosto - Pietro Cenini, politico italiano (n. 1903)
- 5 agosto - Aldo Grimaldi, regista e sceneggiatore italiano (n. 1942)
- 6 agosto - Charles Arnt, attore statunitense (n. 1906)
- 6 agosto - Gordon Bunshaft, architetto statunitense (n. 1909)
- 6 agosto - Francesco Golisano, attore italiano (n. 1929)
- 6 agosto - Luis Lucchetti, schermidore argentino (n. 1902)
- 6 agosto - Magnús Pálsson, pallanuotista islandese (n. 1912)
- 6 agosto - Antoon van Schendel, ciclista su strada olandese (n. 1910)
- 6 agosto - Jacques Soustelle, politico, scrittore e etnologo francese (n. 1912)
- 7 agosto - Francesco Angelino, militare italiano (n. 1893)
- 7 agosto - Diego Carpitella, antropologo, etnomusicologo e regista italiano (n. 1924)
- 7 agosto - Chepudira Muthana Poonacha, politico indiano (n. 1910)
- 7 agosto - Rosa Tosches, pittrice italiana (n. 1907)
- 8 agosto - Franco Lo Giudice, tenore italiano (n. 1893)
- 9 agosto - Dorothy Appleby, attrice statunitense (n. 1906)
- 9 agosto - William Bosworth Castle, medico statunitense (n. 1897)
- 9 agosto - Umberto Lombardo, allenatore di calcio e calciatore italiano (n. 1905)
- 9 agosto - Joe Mercer, calciatore e allenatore di calcio inglese (n. 1914)
- 10 agosto - Helmut Lipfert, aviatore tedesco (n. 1916)
- 10 agosto - Eugenia Elisabetta Ravasio, missionaria e veggente italiana (n. 1907)
- 11 agosto - Gustavo Gaviria, criminale colombiano (n. 1946)
- 11 agosto - Charles Marquis Warren, regista, sceneggiatore e produttore cinematografico statunitense (n. 1912)
- 11 agosto - David Wechsler, scrittore e sceneggiatore svizzero (n. 1918)
- 12 agosto - B. Kliban, fumettista statunitense (n. 1935)
- 12 agosto - Dorothy Mackaill, attrice e ballerina inglese (n. 1903)
- 12 agosto - Jimmy Stewart, cestista canadese (n. 1910)
- 13 agosto - Dallas Bixler, ginnasta statunitense (n. 1910)
- 13 agosto - Silvio Formentin, calciatore italiano (n. 1922)
- 15 agosto - Viktor Coj, cantante, chitarrista e attore sovietico (n. 1962)
- 15 agosto - Józef Pachla, allenatore di pallacanestro polacco (n. 1915)
- 15 agosto - Domenico Porzio, giornalista, critico letterario e critico d'arte italiano (n. 1921)
- 15 agosto - Louis Vola, musicista e contrabbassista francese (n. 1902)
- 16 agosto - Antonio Modeo, mafioso italiano (n. 1948)
- 16 agosto - Pat O'Connor, wrestler neozelandese (n. 1924)
- 16 agosto - Ernest Levonovič Pogosjanc, compositore di scacchi sovietico (n. 1935)
- 17 agosto - Pearl Bailey, attrice e cantante statunitense (n. 1918)
- 17 agosto - Maria Paudler, attrice tedesca (n. 1903)
- 18 agosto - Leonid Fëdorovič Il'ičëv, politico, filosofo e giornalista sovietico (n. 1906)
- 18 agosto - Grethe Ingmann, cantante danese (n. 1938)
- 18 agosto - József Kovács, ostacolista e velocista ungherese (n. 1911)
- 18 agosto - D. Scott Rogo, giornalista, saggista e parapsicologo statunitense (n. 1950)
- 18 agosto - Arturo Schena, banchiere e politico italiano (n. 1917)
- 18 agosto - Burrhus Skinner, psicologo statunitense (n. 1904)
- 19 agosto - Olavi Alakulppi, fondista e militare finlandese (n. 1915)
- 19 agosto - Carmelo Amenta, calciatore italiano (n. 1918)
- 19 agosto - Ercole Gallegati, lottatore italiano (n. 1911)
- 19 agosto - An Rutgers van der Loeff, scrittrice olandese (n. 1910)
- 19 agosto - Stephen Edward Smith, diplomatico statunitense (n. 1927)
- 19 agosto - Július Tomanovič, calciatore slovacco (n. 1920)
- 20 agosto - Howard Clifton, bobbista statunitense (n. 1939)
- 20 agosto - Rudolf Gellesch, calciatore tedesco (n. 1914)
- 20 agosto - Maurice Gendron, violoncellista francese (n. 1920)
- 20 agosto - Isacco Nahoum, politico e partigiano italiano (n. 1922)
- 20 agosto - Joško Vidošević, calciatore jugoslavo (n. 1935)
- 21 agosto - Antonio Argilés, calciatore spagnolo (n. 1931)
- 21 agosto - Larry Buhler, giocatore di football americano statunitense (n. 1917)
- 21 agosto - Georges Fontaine, cestista francese (n. 1913)
- 21 agosto - Michele Marchio, politico e avvocato italiano (n. 1929)
- 22 agosto - Luigi Dadaglio, cardinale e arcivescovo cattolico italiano (n. 1914)
- 22 agosto - Boris Evdokimovič Ščerbina, politico sovietico (n. 1919)
- 23 agosto - Carlo II di Löwenstein-Wertheim-Rosenberg, politico tedesco (n. 1904)
- 23 agosto - Michele Ciafardini, politico italiano (n. 1932)
- 23 agosto - David Rose, compositore, arrangiatore e direttore d'orchestra statunitense (n. 1910)
- 23 agosto - Omero Tognon, allenatore di calcio e calciatore italiano (n. 1924)
- 23 agosto - Protogene Veronesi, politico e fisico italiano (n. 1920)
- 23 agosto - Viktor Ivanovyč Zarec'kyj, pittore, grafico e pedagogo ucraino (n. 1925)
- 24 agosto - Amerigo Bottai, politico e partigiano italiano (n. 1917)
- 24 agosto - Sergej Donatovič Dovlatov, giornalista e scrittore sovietico (n. 1941)
- 25 agosto - Gastone Bartolucci, attore italiano (n. 1923)
- 25 agosto - David Hampshire, pilota automobilistico britannico (n. 1917)
- 25 agosto - Gianni Marzocchi, cantante, attore e doppiatore italiano (n. 1934)
- 25 agosto - Kleanthis Palaiologos, atleta, allenatore di atletica e scrittore greco (n. 1902)
- 26 agosto - Leandro Fusaro, politico italiano (n. 1915)
- 26 agosto - Minoru Honda, astronomo giapponese (n. 1913)
- 26 agosto - Rudolf Marić, scacchista jugoslavo (n. 1927)
- 26 agosto - Mário Pinto de Andrade, politico, attivista e scrittore angolano (n. 1928)
- 27 agosto - Andrea Cascella, scultore, pittore e ceramista italiano (n. 1919)
- 27 agosto - Gérard Garitte, filologo e storico francese (n. 1914)
- 27 agosto - Stevie Ray Vaughan, chitarrista, cantante e compositore statunitense (n. 1954)
- 28 agosto - Mario Delitala, pittore e incisore italiano (n. 1887)
- 28 agosto - Crescenzo Mazza, politico e medico italiano (n. 1910)
- 28 agosto - Willy Vandersteen, fumettista belga (n. 1913)
- 29 agosto - Manly Palmer Hall, scrittore e mistico canadese (n. 1901)
- 29 agosto - Achille Sacchi, calciatore italiano (n. 1904)
- 30 agosto - Luigi Beccali, mezzofondista italiano (n. 1907)
- 30 agosto - Adriano Chicco, scacchista, compositore di scacchi e avvocato italiano (n. 1907)
- 30 agosto - Gustav Gerhart, calciatore austriaco (n. 1922)
- 30 agosto - Bernard Tellegen, ingegnere olandese (n. 1900)
- 31 agosto - Nat Clifton, cestista e giocatore di baseball statunitense (n. 1922)
- 31 agosto - Dino Da Caprile, calciatore italiano (n. 1911)
- 31 agosto - Henry From, calciatore e allenatore di calcio danese (n. 1926)
- 31 agosto - Sergej Volkov, pattinatore artistico su ghiaccio sovietico (n. 1949)